# Nephtys serratifolia
Nephtys serratifolia är en ringmaskart som beskrevs av Ehlers 1897. Nephtys serratifolia ingår i släktet Nephtys och familjen Nephtyidae. Inga underarter finns listade i Catalogue of Life.